# Lilija Vasil'eva
Lilija Aleksandrovna Vasil'eva, accreditata come Lilia Vasilieva dalla FIS (in russo Лилия Александровна Васильева?; 3 aprile 1967), è un'ex fondista russa.

## Biografia
In Coppa del Mondo esordì l'11 febbraio 1996 a Kavgolovo (16ª), ottenne il primo podio il 30 novembre 2002 a Kuusamo (3ª) e l'unica vittoria il 7 febbraio 2004 a La Clusaz.
In carriera prese parte a un'edizione dei Campionati mondiali, Val di Fiemme 2003 (9ª nella 10 km il miglior risultato).

## Palmarès

### Coppa del Mondo
- Miglior piazzamento in classifica generale: 28ª nel 2003
- 4 podi (1 individuale, 3 a squadre[1]):
  - 1 vittoria (a squadre)
  - 1 secondo posto (a squadre)
  - 2 terzi posti (1 individuale, 1 a squadre)

#### Coppa del Mondo - vittorie
| Data            | Località  | Nazione | Spec.                                                                |
| --------------- | --------- | ------- | -------------------------------------------------------------------- |
| 7 febbraio 2004 | La Clusaz | Francia | 4x10 km (con Larisa Kurkina, Ekaterina Voroncova e Ol'ga Zav'jalova) |